# Happy Drivers
Happy Drivers est un groupe de psychobilly français, originaire de Villevêque, en Maine-et-Loire. En mélangeant le punk rock, le punk hardcore et le rockabilly, les Happy Drivers sont l'un des rares groupes français à faire ce qui est appelé du punkabilly ou du trashbilly. Par leur musique, ils bousculent les scènes rockabilly et psychobilly plutôt considérées comme sectaires. Groupe phare de la scène rock alternative de la fin des années 1980 et du début des années 1990 avec les Wampas, la Mano Negra et Ludwig von 88, le trio va disparaître dans la seconde moitié des années 1990.

## Biographie
Les Happy Drivers se forment le 1er juin 1985, à la fin d'un concert de Jack Scott. À l'époque, le groupe, originaire de Villevêque, près d'Angers, composé de Jean-Christophe, de Thierry  et d'un contrebassiste nommé Francky « l'Iguane », joue dans la pure tradition rockabilly, des standards des années 1950 avec des habits de marins (une idée de Jean-Christophe). Ils tournent sur toutes les grandes scènes rockabilly du moment. Ils enregistrent leur premier 45 tours, Jump Baby Jump, et leur premier 33 tours, We'll Be Going On (avec Mickey à la contrebasse) la même année en 1987.
En 1988, Alain, ancien contrebassiste des Wampas, de Los Carayos, et qui a participé au premier album de la Mano Negra, rejoint les Happy Drivers. Si Alain est un contrebassiste arborant un look psychobilly, il est pourtant à la base un punk parisien, fils de communistes, aimant les Cramps ou les Meteors mais pas le Rockabilly. Il dira même qu'à l'époque où les Drivers l'ont débauché, il n'écoutait plus que du rap. Ce goût du punk allié avec ceux de Jean-Christophe (ancien baba-cool breton) et Thierry (passionné de rockabilly) va se faire sentir dans la musique des Happy Drivers.
C'est à partir de cette époque que leur son se durcit et intègre des sonorités trash et punk. Délaissant les habits de marins et les bananes, le groupe acquiert une grande popularité sur les scènes de rock alternatif en France mais aussi en Europe. En 1990, sur l'album War, ils réinterprètent de façon dynamique La Isla Bonita de Madonna et I Shot The Sheriff de Bob Marley, ce qui jouera en faveur de la popularité du groupe et les sortira du carcan de la scène rockabilly/psychobilly puriste. Si les Happy Drivers possèdent certaines caractéristiques propres au milieu psycho comme l'utilisation d'une contrebasse, le rythme binaire voire leur look, ils utilisent des riffs lourds sur power chords, chantent en anglais et en français, et écrivent des chansons parfois engagées (Arena), ce qui est totalement « proscrit » dans les milieux rockabilly ou psycho. Ces « irrévérences » vont les éloigner de la scène rockabilly où ils seront parfois boudés. En revanche, ils vont s'ouvrir à un public beaucoup plus large.
En 1991, sort Toowoomba sur lequel quatre de leurs morceaux ont été enregistrés live lors de leur tournée en Australie. Ce pays va particulièrement marquer Jean-Christophe et Alain (comme le témoigne le morceau Byron Bay). La même année, ils jouent au Dour Festival.
À partir de la seconde moitié des années 1990, le groupe disparaît peu à peu de la scène rock. En 1995, Thierry Petel et Jean-Christophe forment Les Gargouilles, groupe de musique médiévale où Thierry s'illustre comme un créateur d'instruments de musique de génie. Ils quitteront tous les deux le groupe. Jean-Christophe est actuellement conteur, chanteur et guitariste dans la compagnie de spectacles médiévaux Gueule de loup. Alain, quant à lui, après avoir rejoint ou suscité divers groupes (Hell's Crack, Crash Sur Vos Tombes...) était encore récemment, jusqu'à sa dissolution, le batteur de Los Foiros, groupe de oi!/street punk bordelais proche du RASH (Red and Anarchist SkinHeads). Il sera ensuite membre d'un nouveau groupe de soul de cette même ville de Bordeaux, dans la banlieue de laquelle il réside depuis une quinzaine d'années et où il participe activement à la scène alternative locale.
Jean-Christophe annonce lors du 20 festival médiévale de Guérande en juin 2019 la reformation des Happy Drivers avec des concerts prévus et peut-être de nouveaux musiciens. 

## Membres
- Jean-Christophe « Jay Oxx » Jehanne - chant, guitare
- Alain « N'iala » Marietti (Alain Wampas, ex-Wampas, ex-Carayos, ex-Mano Negra) - contrebasse
- Thierry « Terry Lark » Petel - batterie

## Discographie
- 1985 : Attention aux indiens! (Indians on the Road[4])
- 1986 : Single 2 titres sans nom
- 1988 : Indians on the Road (1988) / We'll Be Going On (1987) (la réédition CD compile les deux 33 tours) (PIAS/Boucherie Records)
- 1990 : War (PIAS/Boucherie Records)
- 1991 : Toowoomba (PIAS/Boucherie Records)
- 1993 : Epica Carmina (PIAS/Boucherie Records)